# Gergely Lajos
Gergely Lajos (Backamadaras, 1834. március 30. – Radnótfája, 1918. február) magyar tanító, tankönyvíró, református lelkész. Gergely Sámuel (1845–1935) történész bátyja.

## Életpályája
1845–1855 között a marosvásárhelyi református kollégiumban tanult. 1855-ben Tekén lett. 1856–1858 között a kolozsvári tanítóképzőben fejezte be tanulmányait; itt Tunyogi József, Nagy Ferenc és Jancsó József oktatta. Désen és Szászrégenben (1860) tanítóskodott. 1862–1864 között a nagyenyedi református teológiai intézetben tanult. 1864–1868 között Marosvásárhelyen volt tanító. 1868-ban Radnótfáján lelkész lett. 1885-től a megyei általános tanítótestület tiszteletbeli tagja volt.
Nevelésügyi irodalmi munkásságot fejtett ki; több tankönyvet írt. A magyar nyelvtan, az elemi tanodák használatára (Kolozsvár, 1866) öt kiadást ért meg.

## Művei
- A népiskolák magyar nyelvtana (Pápa, 1865)
- Magyar helyesírástan (Kolozsvár, 1871)
- Az új mértékek ismertetése (Marosvásárhely, 1875)
- Maros-Torda megye földrajza (Marosvásárhely, 1891)